# Final da Copa Libertadores da América de 1976
A Final da Copa Libertadores da América de 1976 foi a decisão da 17ª edição da Copa Libertadores, competição de futebol realizada todos os anos pela Confederação Sul-Americana de Futebol. A Final teve início em 21 de Julho e encerrou-se em 30 de julho de 1976. O Cruzeiro se tornou o único time brasileiro campeão do torneio na década de 70.

## Caminho até a Final
| Time              | P  | J | V | E | D | GP | GC | SG  |
| ----------------- | -- | - | - | - | - | -- | -- | --- |
| River Plate       | 10 | 6 | 5 | 0 | 1 | 10 | 3  | 7   |
| Estudiantes       | 9  | 6 | 4 | 1 | 1 | 11 | 3  | 8   |
| Portuguesa        | 5  | 6 | 2 | 1 | 3 | 8  | 11 | -3  |
| Deportivo Galicia | 0  | 6 | 0 | 0 | 6 | 3  | 15 | -12 |

|                   | EST | DGA | POR | RIV |
| ----------------- | --- | --- | --- | --- |
| Estudiantes       | –   | 4-0 | 3-0 | 1-0 |
| Deportivo Galicia | 0-1 | –   | 1-2 | 0-1 |
| Portuguesa        | 2-2 | 3-1 | –   | 0-2 |
| River Plate       | 1-0 | 4-1 | 2-1 | –   |

| Equipe           | Pts | J | V | E | D | GP | GC | SG  |
| ---------------- | --- | - | - | - | - | -- | -- | --- |
| Cruzeiro         | 11  | 6 | 5 | 1 | 0 | 20 | 9  | +11 |
| Internacional    | 7   | 6 | 3 | 1 | 2 | 10 | 8  | +2  |
| Olimpia          | 4   | 6 | 1 | 2 | 3 | 7  | 11 | –4  |
| Sportivo Luqueño | 2   | 6 | 1 | 0 | 5 | 5  | 14 | –9  |

|                  | CRU | INT | OLI | SLU |
| ---------------- | --- | --- | --- | --- |
| Cruzeiro         | –   | 5–4 | 4–1 | 4–1 |
| Internacional    | 0–2 | –   | 1–0 | 3–0 |
| Olimpia          | 2–2 | 1–1 | –   | 2–3 |
| Sportivo Luqueño | 1–3 | 0–1 | 0–1 | –   |

### Semifinais
| Time         | P | J | V | E | D | GP | GC | SG |
| ------------ | - | - | - | - | - | -- | -- | -- |
| Cruzeiro     | 8 | 4 | 4 | 0 | 0 | 18 | 3  | 15 |
| LDU Quito    | 2 | 4 | 1 | 0 | 3 | 4  | 10 | -6 |
| Alianza Lima | 2 | 4 | 1 | 0 | 3 | 4  | 13 | -9 |

|              | ALI | CRU | LDU |
| ------------ | --- | --- | --- |
| Alianza Lima | –   | 0-4 | 2-0 |
| Cruzeiro     | 7-1 | –   | 4-1 |
| LDU Quito    | 2-1 | 1-3 | –   |

| Time          | P | J | V | E | D | GP | GC | SG |
| ------------- | - | - | - | - | - | -- | -- | -- |
| River Plate   | 5 | 4 | 2 | 1 | 1 | 4  | 1  | 3  |
| Independiente | 5 | 4 | 2 | 1 | 1 | 2  | 1  | 1  |
| Peñarol       | 2 | 4 | 1 | 0 | 3 | 1  | 5  | -4 |

|               | IND | PEN | RIV |
| ------------- | --- | --- | --- |
| Independiente | –   | 1-0 | 0-1 |
| Peñarol       | 0-1 | –   | 1-0 |
| River Plate   | 0-0 | 3-0 | –   |

## Final
| 21 de julho de 1976 | Cruzeiro                                   | 4 - 1 | River Plate | Mineirão, Belo Horizonte, Brasil               |
|                     | Nelinho 22' · Palhinha 29' 40' · Valdo 80' |       | Más 63'     | Público: 58 720 Árbitro: VEN Vicente Llobregat |

| Cruzeiro | River Plate |

| CRUZEIRO:    |  |               |  |                 |
|              |  |               |  |                 |
| GO           |  | Raúl          |  |                 |
| LD           |  | Nelinho       |  |                 |
| ZA           |  | Morais        |  |                 |
| ZA           |  | Darci Menezes |  |                 |
| LE           |  | Vanderley     |  |                 |
| VO           |  | Piazza        |  | Valdo           |
| MC           |  | Zé Carlos     |  |                 |
| MC           |  | Eduardo       |  | Ronaldo Drumond |
| AT           |  | Jairzinho     |  |                 |
| AT           |  | Palhinha      |  |                 |
| AT           |  | Joãozinho     |  |                 |
| Treinador:   |  |               |  |                 |
| Zezé Moreira |  |               |  |                 |

| RIVER PLATE:  |  |          |  |           |
|               |  |          |  |           |
| GO            |  | Fillol   |  | Landaburu |
| LD            |  | Comelles |  |           |
| ZA            |  | Perfumo  |  |           |
| ZA            |  | Lonardi  |  |           |
| LE            |  | HO López |  |           |
| VO            |  | JJ López |  |           |
| MC            |  | Merlo    |  |           |
| MC            |  | Sabella  |  |           |
| AT            |  | González |  |           |
| AT            |  | Luque    |  |           |
| AT            |  | Más      |  |           |
| Treinador:    |  |          |  |           |
| Ángel Labruna |  |          |  |           |

| 28 de julho de 1976 | River Plate                 | 2 - 1 | Cruzeiro     | Monumental de Núñez, Buenos Aires, Argentina     |
|                     | JJ López 10' · González 76' |       | Palhinha 48' | Público: 90 000 Árbitro: URU José Martínez Bazán |

| River Plate | Cruzeiro |

| RIVER PLATE:  |  |            |  |        |
|               |  |            |  |        |
| GO            |  | Landaburu  |  |        |
| LD            |  | Comelles   |  |        |
| ZA            |  | Perfumo    |  |        |
| ZA            |  | Passarella |  |        |
| LE            |  | HO López   |  | Artico |
| VO            |  | JJ López   |  |        |
| MC            |  | Merlo      |  |        |
| MC            |  | Alonso     |  |        |
| AT            |  | González   |  |        |
| AT            |  | Luque      |  |        |
| AT            |  | Más        |  |        |
| Treinador:    |  |            |  |        |
| Ángel Labruna |  |            |  |        |

| CRUZEIRO:    |  |               |  |                 |
|              |  |               |  |                 |
| GO           |  | Raúl          |  |                 |
| LD           |  | Nelinho       |  |                 |
| ZA           |  | Morais        |  |                 |
| ZA           |  | Darcy Menezes |  |                 |
| LE           |  | Vanderley     |  |                 |
| VO           |  | Piazza        |  |                 |
| MC           |  | Zé Carlos     |  |                 |
| MC           |  | Eduardo       |  | Ronaldo Drumond |
| AT           |  | Jairzinho     |  |                 |
| AT           |  | Palhinha      |  |                 |
| AT           |  | Joãozinho     |  |                 |
| Treinador:   |  |               |  |                 |
| Zezé Moreira |  |               |  |                 |

| 30 de julho de 1976 | Cruzeiro                                  | 3 - 2 | River Plate           | Nacional, Santiago, Chile                     |
|                     | Nelinho 24' · Eduardo 55' · Joãozinho 88' |       | Más 59' · Urquiza 64' | Público: 40 000 Árbitro: CHI Alberto Martínez |

| Cruzeiro | River Plate |

| CRUZEIRO:    |  |                 |         |        |
|              |  |                 |         |        |
| GO           |  | Raúl            |         |        |
| LD           |  | Nelinho         |         |        |
| ZA           |  | Morais          |         |        |
| ZA           |  | Darcy Menezes   |         |        |
| LE           |  | Vanderley       |         |        |
| VO           |  | Piazza          |         | Ozires |
| MC           |  | Zé Carlos       |         |        |
| MC           |  | Ronaldo Drumond | Expulso |        |
| AT           |  | Eduardo         |         |        |
| AT           |  | Palhinha        |         |        |
| AT           |  | Joãozinho       |         |        |
| Treinador:   |  |                 |         |        |
| Zezé Moreira |  |                 |         |        |

| RIVER PLATE:  |  |           |         |
|               |  |           |         |
| GO            |  | Landaburu |         |
| LD            |  | Comelles  |         |
| ZA            |  | Lonardi   |         |
| ZA            |  | Artico    |         |
| LE            |  | Urquiza   |         |
| MC            |  | Alonso    | Expulso |
| MC            |  | Merlo     |         |
| MC            |  | Sabella   |         |
| AT            |  | González  |         |
| AT            |  | Luque     |         |
| AT            |  | Más       |         |
| Treinador:    |  |           |         |
| Ángel Labruna |  |           |         |

| Libertadores 1976            |
| ---------------------------- |
| CRUZEIRO Campeão (1º título) |